# حضارة يامنايا
انتمت حضارة يامنايا للعصر النحاسي الأخير والحضارات الأثرية الأولى للعصر البرونزي في المنطقة بين نهر بوك الجنوبي ونهر دنيستر ونهر الأورال، ويعود تاريخها إلى فترة 3300 -2600 قبل الميلاد. استُمد اسمها من تقاليد الدفن المميزة الخاصة بهم، إذ اعتاد هؤلاء الأشخاص على دفن موتاهم في كورغان (جثوة) تحتوي على قبور صغيرة.
من المحتمل أن يكون شعب حضارة يامنايا ناتجًا عن اختلاط وراثي بين أحفاد الصيادين وجامعي الثمار الأوروبيين الشرقيين وشعوب الصيادين وجامعي الثمار من القوقاز. سُمّي الأشخاص الذين ينتمون لهذا السلف باسم رعاة السهول الغربية، وكانت حضارتهم تشبه حضارة أفاناسيفو إلى حد كبير. أمضوا حياتهم بشكل رئيسي كبدو بنظام الشيوخ مع عربات ذات عجلات سمحت لهم بتربية قطعان كبيرة.
ارتبطوا ارتباطًا وثيقًا بحضارات العصر الحجري الحديث، والتي انتشرت لاحقًا في جميع أنحاء أوروبا وآسيا الوسطى، وخاصة حضارة الخزف المحزم وحضارة القدور الجرسية، بالإضافة إلى شعوب حضارات سينتاشتا وأندرونوفو. ساهمت الهجرة العكسية من حضارة الخزف المحزم أيضًا في تشكيل حضارات سينتاشتا وأندرونوفو. يوجد في هذه المجموعات العديد من جوانب ثقافة يامنايا. أشارت الدراسات الوراثية أيضًا إلى امتلاك هؤلاء السكان أجدادًا من السهول.
تعرف حضارة يامنايا من خلال الهنود الأوروبيين البدائيين.

## أصول الحضارة
نشأت حضارة يامنايا في منطقة نهري دون وفولغا، ويعود تاريخها إلى فترة 3300 إلى 2600 قبل الميلاد. سُمّيت المرحلة الأولى من حضارة يامنايا بحضارة ميخايلوفكا. سبقتها حضارة خفالينسك التي اعتمدت على حضارة الفولغا وحضارة ريبين التي اعتمدت على حضارة دون (نحو 3950 - 3300 قبل الميلاد)، ومن الصعب التمييز بين صناعات الفخار لهاتين الحضارتين عن صناعة الفخار في حضارة يامنايا.

وفقًا لأنطوني (2007)، انتشر أفق حضارة يامنايا سريعًا عبر سهول بونتيك قزوين بين عامَي 3400 تقريبًا و3200 قبل الميلاد.
كان انتشار أفق حضارة يامنايا تعبيرًا عن انتشار الهنود الأوروبيين البدائيين عبر سهول بونتيك قزوين.
أفق حضارة يامنايا هو تعبير أثري مرئي للتكيف الاجتماعي مع الحركة الكبيرة واختراع البنية التحتية الأساسية لإدارة قطعان أكبر من الماشية مع منازل متنقلة موجودة في السهول.
وفقًا لبافيل دولوخانوف، مثّل ظهور ثقافة يامنايا تطورًا اجتماعيًا في مختلف حضارات العصر البرونزي المحلية والتي مثلت «تعبيرًا عن التقسيم الطبقي الاجتماعي وظهور هياكل اجتماعية بدوية كالقبائل»، والتي كثفت بدورها التواصل بين المجموعات غير المتجانسة أساسًا.
تبعت حضارة الدفن تحت الأرض (أو حضارة كاتاكومب، 2800 -2200 قبل الميلاد) حضارة يامنايا في القسم الغربي. أما في الشرق، فقد تبعتها حضارة بولتافكا (2700 -2100 قبل الميلاد) على نهر الفولغا. تبع الحضارتين السابقتين حضارةُ سربنايا (بين القرنين الثامن عشر والثاني عشر قبل الميلاد).

## مميزاتها

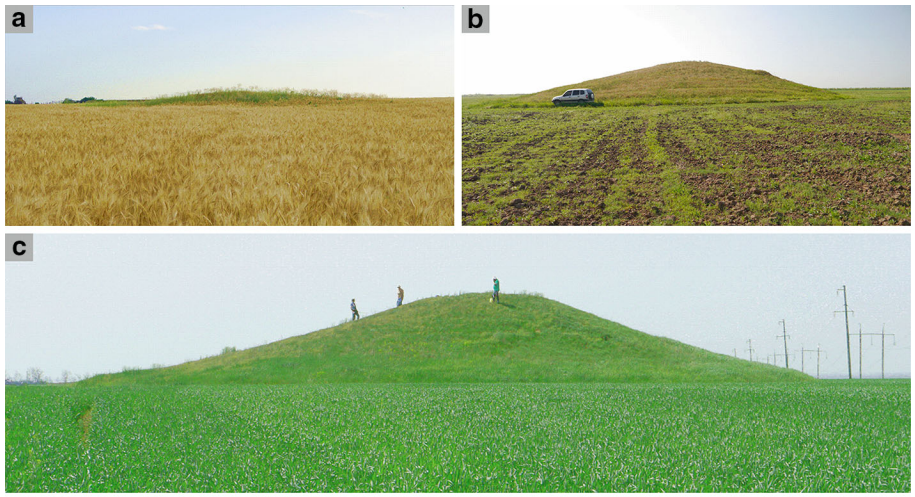
Kurgans in southern Ukraine

### الهندوأوروبيون البدائيون
تُعرف حضارة يامنايا من خلال الهندوأوروبيين البدائيين في فرضية ماريا جيمبوتاس. إنها أقوى جزء في الوطن الأم للغة الهندوأوروبية البدائية جنبًا إلى جنب مع حضارة سريدني ستوغ السابقة. ترتبط الأدلة الأثرية للحضارة ارتباطًا وثيقًا بأدلة علم اللغويات وعلم الوراثة. وُجدت قبور مميزة للحيوانات لدى الهنود الأوروبيين البدائيين. كانت الحضارة غالبًا شبيهة بالبدو الرحل، إذ مارسوا بعض الزراعة بالقرب من الأنهار وعدد قليل من التلال. السمة المميزة لهذه الحضارة هي الدفن في قبور محفورة تحت الكورغان (جثوة). وُضعت الجثث في وضعية الاستلقاء مع ثني الركبتين ثم غُطيت في القبر. عُثر على مقابر متعددة في الكورغان. عُثر في أوكرانيا على بقايا أولية لعربة بعجلات في كورغان مرتبطة بثقافة يامنايا.

## علوم الوراثة الأثرية
تشير الاختبارات الصبغية الجسمية إلى أن شعب يامنايا قد أتى نتيجة التقاء وراثي بين جماعتين مختلفتين من الصيادين وجامعي الثمار: «جامعو الثمار والصيادون في أوروبا الشرقية» ذوو القرابة القوية بحضارة مالطة بيرت، و«جامعو الثمار والصيادون» الذين قدموا من القوقاز. ساهمت كلتا هاتين المجموعتين في نحو نصف الحمض النووي لشعب حضارة يامنايا. وفقًا لأندريا مانيكا من جامعة كامبريدج:
كان السؤال عن أصول حضارة يامنايا ضربًا من الغموض ... يمكننا الآن الإجابة عن ذلك، إذ وجدنا أن تركيبهم الوراثي مزيج من جامعي الثمار والصيادين من أوروبا الشرقية ومجموعة الصيادين وجامعي الثمار القوقاز الذين نجوا من العصر الجليدي الأخير بعزلة واضحة.
قدم العديد من الدراسات الجينية التي أُجريت منذ عام 2015 الدعمَ لنظرية الكورغان لماريا جيمبوتاس في ما يتعلق بالوطن الأم للهنود الأوروبيين، وانتشار اللغات الهندية الأوروبية في جميع أنحاء أوروبا بداية من السهول الأوراسية، وكون حضارة يامنايا حضارة هندية أوربية بدائية. ووفقًا لتلك الدراسات، فإن المجموعات الفردية آر1ب (R1b) وَآر1أ (R1a)، وهي الأكثر شيوعًا في أوروبا (آر1أ شائعة أيضًا في جنوب آسيا)، توسعت من سهول بونتيك قزوين، إلى جانب اللغات الهندية الأوروبية. اكتشفوا أيضًا مكونًا جسمانيًا موجودًا في الأوروبيين الحديثين لم يكن موجودًا في الأوروبيين في العصر الحجري الحديث، والذي كان سيُقدّم باستخدام السلالات الأبوية آر1ب وَآر1أ، بالإضافة إلى اللغات الهندية الأوروبية من العصر البرونزي.

## الصفات الجسدية
كشف فحص البقايا الجسدية لشعب يامنايا أنهم كانوا أوروبيين، وطويلي القامة، وذوي أجساد ضخمة. يختلف مؤشر الجمجمة الخاص بهم تبعًا للمنطقة، إذ تنتشر الجمجمة القصيرة في المناطق الجنوبية والشرقية، وتنتشر الجمجمة الطويلة في المناطق الشمالية. ارتبط تقدم حضارة سربنايا جنوبًا في مناطق يامنايا السابقة بزيادة قصر الجمجمة في جماجم سكان السهول الجنوبية، ربما بسبب اندماج شعب حضارة سربنايا مع أحفاد حضارة يامنايا في حضارة بولتافكا وحضارة كاتاكومب. عُثر على نوع الجمجمة الطويلة السائدة بين شعب حضارة سربنايا في وقت سابق بين أفراد حضارة فاتيانوفو بالانوفو، وحضارة أباشيفو، وحضارة سينتاشتا، وحضارة أندرونوفو، والتي كانت مستمدة جزئيًا من حضارة يامنايا.
وُثّق الأساس الجيني لعدد من السمات الجسدية لشعب حضارة يامنايا من خلال دراسات الحمض النووي القديمة التي أجراها هاك وعلماء آخرون (2015)، ووايلد وعلماء آخرون (2014)، وماثيسون وعلماء آخرون (2015): كانوا طويلي القامة وراثيًا (يُحدد الطول الوراثي من خلال العوامل الوراثية والعوامل البيئية)، ذوي أعين داكنة (بنية اللون)، وذوي شعر بلون داكن وبشرة فاتحة اللون إلى حد ما، على الرغم من أنها داكنة أكثر من اللون الأوروبي الحديث السائد. وُجد القليل من الأدلة على استدامة إنزيم اللاكتاز على الرغم من نمط حياتهم الرعوي.

## الهجرات المتعلقة بحضارة يامنايا

### أوروبا الغربية
أجرى هاك وعلماء آخرون (2015) دراسة على جينوم 69 هيكلًا عظميًا قديمًا من أوروبا وروسيا. استنتج الباحثون أن الخصائص الجسدية لشعب حضارة يامنايا قريبة جدًا من شعب حضارة الخزف المحزم، إذ ساهم شعب حضارة يامنايا بنحو 73% من الحمض النووي لهياكل حضارة الخزف المحزم العظمية من ألمانيا. قدرت نفس الدراسة مساهمة نحو 38.8-50.4% من شعب حضارة يامنايا في الحمض النووي لشعوب أوروبا الغربية والوسطى والشمالية الحديثة، ومساهمتهم بنسبة من 18.5% إلى 32.6% في الأوروبيين الجنوبيين الحديثين؛ عثر على مساهمة أقل في شعب السردينيين (نحو 2.4 -7.1%) وشعب صقلية (نحو 5.9-11.6%). لاحظ الباحثون أيضًا أن النتائج تشير إلى أن المجموعة الفردية آر-إم269 انتشرت في أوروبا في الشرق بعد عام 3000 قبل الميلاد. دعمت الدراسات التي حللت الرفات البشري القديم في أيرلندا والبرتغال فكرة أن مجموعة آر-إم269 وُجدت في هذه الأماكن جنبًا إلى جنب مع الحمض النووي الجيولوجي من شعوب سهول أوروبا الشرقية.
تشير الاختبارات الجسدية أيضًا إلى أن حضارة يامنايا هي الاحتمال الأكثر قوة لدمج جين شمال أوراسيا القديم في أوروبا. شمال أوراسيا القديم هو اسم عنصر وراثي يمثل أصول حضارة مالطة بوريت أو السكان المرتبطين بهم. يوجد هذا المكون الوراثي في تجارب شعب يامنايا وأيضًا الأوروبيين المعاصرين، لكنه مفقود لدى الأوروبيين الذين سبقوا العصر البرونزي.